# 上越市立城西中学校
上越市立城西中学校（じょうえつしりつ じょうせいちゅうがっこう）は新潟県上越市に所在する市立中学校である。

## 部活動
- 野球部
- 陸上競技部
- ソフトボール部
- 男女ソフトテニス部
- バレーボール部
- 男女バスケットボール部
- サッカー部
- 男女卓球部
- 柔道部
- 剣道部
- 美術部
- 科学部
- 吹奏楽部
- バドミントン部(特設)
- 水泳部(特設)
- スキー部(特設)
- 駅伝部(特設)
- 相撲部(特設)
- 新体操部(特設)

## 通学区域
南本町小学校、黒田小学校、和田小学校、大和小学校及び三郷小学校の通学区域、寺町一丁目、中通町、金谷並びに神山

### 進学前小学校
- 上越市立南本町小学校
- 上越市立黒田小学校
- 上越市立和田小学校
- 上越市立大和小学校
- 上越市立三郷小学校
- 上越市立高田西小学校（一部）

## アクセス
- ETR（妙高はねうまライン）南高田駅より北東へ約500m[1]（徒歩：約6分[1]）

## 著名な出身者
- 坂詰真二（スポーツトレーナー）
- 滝澤夏央（埼玉西武ライオンズ　1軍・内野手）